# La scelta (film 2017)
La scelta (Novitiate) è un film del 2017 scritto e diretto da Maggie Betts.

## Trama
1964, Stati Uniti. Cathleen, alle soglie della maggiore età, inizia il noviziato con l'intenzione di diventare una suora. Dieci anni prima sua madre Nora, pur essendo non credente, l'aveva portata in chiesa per farle conoscere la religione, iscrivendola poi a una scuola gestita da suore perché convinta che ciò le avrebbe garantito una buona istruzione. A scuola, anche per l'influenza di Margaret, una suora giovane e affabile, Cathleen ha maturato negli anni la sua vocazione, decidendo infine di entrare in monastero nonostante la contrarietà di Nora. Il noviziato è preceduto da sei mesi come postulante; in questo periodo la madre superiora Marie Saint-Clair seleziona le ragazze che potranno iniziare il noviziato, della durata di un anno e mezzo, escludendo quelle che non paiono avere una seria vocazione. Vengono così rimandate a casa Sissy – che aveva deciso di diventare suora perché affascinata dal film La storia di una monaca, ed era stata aspramente rimproverata dalla superiora per aver violato la regola del silenzio – e due giovani che avevano iniziato a intrattenere fra loro una relazione giudicata troppo intima. Nel frattempo Mary Grace, una suora di ampie vedute che fa da insegnante alle postulanti, viola il voto della castità mentre è da sola nella propria cella, e attraversa una crisi vocazionale alimentata dai dissensi con l'intransigente madre superiora; decide così di lasciare il monastero. La superiora sta vivendo a sua volta una crisi spirituale dovuta alle missive che la informano delle riforme dettate dal Concilio Vaticano II, riforme che non condivide ma che è tenuta a introdurre nell'Ordine. La stessa Cathleen, dapprima colma solo di amore mistico per Dio, entra in crisi quando affiorano in lei dei desideri carnali, che cerca di sopprimere con il digiuno e la disciplina, ma che fatica a nascondere quando Emanuel, una novizia da cui è attratta, la assiste in infermeria prendendola per mano. Emanuel, che si è trasferita da un altro istituto in cerca di regole più rigide, condivide con Cathleen il desiderio di un contatto fisico ma al tempo stesso la volontà di rifuggirlo. Cathleen entra una notte nella stanza di Emanuel, convincendola a "confortarla" fisicamente, ma si accusa poi di fronte alle consorelle per quello che ha fatto, pur non rivelando con chi lo ha fatto. Emanuel, senza dare spiegazioni, lascia il monastero il giorno prima della cerimonia con cui le novizie prendono i voti perpetui. Cathleen si presenta alla cerimonia, ma al momento della professione dei voti il suo animo è esitante.

## Produzione
La regista Maggie Betts, anche autrice della sceneggiatura, ha avuto l'idea per questo film leggendo una biografia di Madre Teresa di Calcutta contenente numerose lettere della celebre suora sul suo rapporto d'amore mistico con Dio. Pur non essendo cattolica o credente, la Betts è rimasta affascinata da come le suore si considerino "spose" appassionatamente innamorate di Dio, e ha quindi «visto nel mondo di una suora un modo unico e profondo per esplorare il tema di come le donne amano», secondo le parole della stessa regista. Facendo ricerche sull'argomento la regista è rimasta anche colpita da come il Concilio Vaticano II, pur nel suo generalmente ben accolto spirito riformatore, abbia generato una crisi vocazionale in moltissime suore. La Betts ha quindi voluto unire questi due temi, e una volta terminate le riprese ha dichiarato di aver maturato «una nuova comprensione della religione» e «un profondo senso di ammirazione» ed «empatia» per le suore e per «gli straordinari sacrifici che queste donne erano disposte a fare, in nome del loro amore e della loro fede».